# Аквилифер
Аквили́фер (лат. aquilifer — «несущий орла» от лат. aquilа — орёл), Орлоносец — почётная должность в армии Древнего Рима, знаменосец, нёсший легионного орла.

## История
До 104 года до н. э. в виде «флага» (символа легиона) могли использовать образ волка, вепря, быка, коня, а после был введён единый стандарт (реформа Гая Мария) — аквила — в виде золотого или серебряного орла. Аквилифер был один на весь легион, считался одним из высших унтер-офицеров (рангом ниже центуриона) и получал двойное жалованье. Вне боя аквилифер выполнял функции казначея легиона и счетовода (заведовал сбережениями легионеров, помещёнными под защиту знамени).
Большинство известных изображений аквилиферов (колонна Траяна) показывают их с непокрытой головой (в отличие от сигниферов и прочих знаменосцев, носивших звериные шкуры). Однако, судя по нескольким сохранившимся надгробиям, в бою аквилиферы носили поверх шлема львиную шкуру с завязанными на шее лапами. Вооружение состояло из меча (гладиуса), кинжала (пугио) и небольшого круглого щита (парма), который носился сбоку или за спиной на ремне через плечо. В качестве защитной экипировки аквилиферы использовали кольчугу или чешуйчатый доспех (Лорика сквамата). Под доспехи поддевался кожаный поддоспешник с птеригами (прямоугольными фестонами с фигурной бахромой на концах) на плечах и бёдрах. Этот элемент офицерской экипировки, а также львиная шкура, носившаяся исключительно преторианскими сигниферами, подчёркивали особый статус аквилифера.
Орёл легиона должен был находиться рядом с центурионом первой центурии первой манипулы первой когорты, то есть аквилифер фактически сопровождал центуриона-примипила.